# IsraAid
El Foro de Israel para la Ayuda Humanitaria Internacional (IsraAid) es una organización no gubernamental para el desarrollo (ONG) con sede en el Estado de Israel, que responde a emergencias en todo el mundo con ayuda específica, esto incluye todos los aspectos relacionados con la gestión de la ayuda humanitaria en los desastres naturales; desde la búsqueda y rescate, pasando por la reconstrucción de las comunidades y las escuelas, hasta la provisión de paquetes de ayuda, la asistencia médica y la micro-financiación para reconstruir las infraestructuras y los negocios dañados. IsraAid también ha participado en un número creciente de proyectos de desarrollo internacional centrados en la agricultura, la medicina y la salud mental.

## Propósito
La organización fue fundada en 2001 con el propósito de reunir a las organizaciones de ayuda humanitaria israelíes con experiencia en diferentes ámbitos, para proporcionar ayuda humanitaria después de un desastre. El objetivo declarado de la organización es mejorar y ampliar las actividades internacionales de asistencia humanitaria previstas por Israel, a través de la cooperación entre las diferentes organizaciones de ayuda israelíes.

## Estructura y financiación
IsraAid es una organización paraguas formada por equipos de búsqueda y rescate israelíes, médicos y voluntarios que ofrecen su ayuda en todo el mundo a personas necesitadas, independientemente de su raza, religión, género, orientación sexual, nacionalidad o discapacidad. El presidente de la organización se llama Shachar Zahavi, y esta incluye a más de 35 organizaciones de ayuda humanitaria, movimientos juveniles sionistas, movimientos de solidaridad y sociedades de amistad con Israel. IsraAid se financia a través de donaciones privadas de donantes individuales, normalmente de ciudadanos israelíes estadounidenses, y también recibe donativos de organizaciones amigas como la logia masónica B'nai B'rith.

## Proyectos por país y año

### África

#### Kenia
2007: Los voluntarios israelíes fueron a un campo de refugiados ubicado en la frontera de Kenia, para ayudar a los refugiados musulmanes somalíes. La ONG Jerusalem AIDS Project, es una organización israelí, que está bajo el paraguas de IsraAid, y que promueve la educación y la prevención del virus del VIH, también llamado SIDA. El proyecto Jerusalén AIDS distribuye ropa para niños y bebés. La organización se puso en contacto con IsraAid para comprar equipo médico básico.

#### Sudán del Sur
2012: La organización ayudó al gobierno de Sudán del Sur a establecer su Ministerio de Desarrollo Social para proporcionar servicios sociales a la población sudanesa del sur después de décadas de guerra y dificultades.

### América

#### Estados Unidos
2005: En agosto de ese año, el huracán Katrina tocó tierra firme dos veces en los Estados Unidos, primero en Florida y luego en Luisiana y Misisipi, causando una destrucción generalizada. En Luisana, en particular, las mareas de tormenta de más de 6 metros (20 pies) sobrepasaron los diques destinados a proteger la metrópolis de Nueva Orleans, y más del 80% de la ciudad quedó sumergida hasta 6 metros de profundidad. La organización envió inmediatamente a un equipo para ayudar en los esfuerzos de rescate y rehabilitación, así como para compartir su experiencia de socorro con las misiones locales e internacionales. La operación de rescate que tuvo lugar después de la tormenta del huracán Katrina, incluyó el despliegue de buzos de búsqueda y rescate, médicos, y enfermeras, especialistas en traumatología y trabajadores de socorro, que se reunieron para llegar a más de 3.000 personas con suministros de emergencia, tratamiento médico y operaciones de rescate.
2012: En octubre de ese año, la supertormenta Sandy devastó una gran parte de la Costa Este de los Estados Unidos. Con fuertes vientos, marejada, lluvia y nieve en algunos estados, Sandy fue la tormenta más fuerte que tuvo lugar en la costa este de los Estados Unidos en más de 80 años. El primer equipo llegó a la zona del desastre a principios de noviembre y se desplegó directamente en las zonas de Breezy Point y Far Rockaway. El equipo se coordinó con las organizaciones gubernamentales y humanitarias nacionales, y permaneció en la zona durante casi 3 meses, realizó diversas actividades de socorro, limpió el lodo, los escombros y otros materiales e hizo algunas reparaciones en las viviendas afectadas. El equipo ayudó a retirar los artículos personales afectados por la inundación, los electrodomésticos, las instalaciones y los elementos de la casa que quedaron sumergidos o dañados por la inundación. Uno de los principales objetivos de la organización era centrarse en las personas que no tienen seguro de vida y que tienen un nivel de ingresos medio o bajo. Para obtener la ayuda, se dio prioridad a las familias con un bajo nivel de ingresos y una primera vivienda.
2013: En mayo de ese año, IsraAid envió 3 equipos de trabajadores de socorro a Oklahoma para ayudar a las autoridades locales con la remoción de escombros y la rehabilitación inicial después de una serie de devastadores tornados. Esto incluyó la primera limpieza de escombros tales como árboles, automóviles, restos de edificios, etcétera. La organización trabajó con varias personas para salvar la mayor cantidad posible de bienes personales de entre los escombros de sus casas. Los beneficiarios del proyecto eran en su mayoría habitantes del área metropolitana de Oklahoma, cuyas casas fueron dañadas o destruidas por los tornados, y que no tenían un seguro de vida que cubriera los gastos de limpieza de los escombros y la rehabilitación de sus viviendas. La organización supervisó y facilitó que otros grupos de voluntarios se unieran a los esfuerzos de socorro.
2014: La organización envió un equipo de búsqueda y rescate al Estado de Washington para ayudar en el esfuerzo de recuperación después del mayor incendio forestal en la historia del estado que consumió unas 400 millas cuadradas y aproximadamente 300 viviendas.

#### Haití
2010: En respuesta al terremoto en Haití, la organización envió un equipo de búsqueda y rescate de 15 personas, que incluye personal médico de emergencia. Un equipo de instaló salas de tratamiento para atender a los heridos en el hospital principal de Puerto Príncipe, así como fuera de la ciudad, en una clínica improvisada, en un estadio de fútbol. IsraAid ayudó a coordinar la logística de los suministros de ayuda humanitaria. En febrero, la organización abrió un centro de educación infantil en el campo de refugiados de Pétion-Ville, el mayor campo de refugiados de la zona de Puerto Príncipe, junto con otros organismos, como la ONG Operación Bendición Internacional. El centro se estableció inicialmente en un hospital de campaña de las FDI.

#### Perú
2007: La organización envió a seis doctores y enfermeras a Perú, para ayudar en los esfuerzos de rescate y proporcionar asistencia médica después de un gran terremoto.

### Asia

#### Filipinas
2009: IsraAid envió seis médicos, enfermeras y paramédicos voluntarios a Filipinas para ayudar a la ONG Operación Bendición Internacional después de dos tifones devastadores.

#### Myanmar
2008: Los equipos de ayuda humanitaria israelí, viajaron hasta Myanmar para ayudar con la recuperación del país después de un gran ciclón. Según explica el diario Jerusalem Post:

La organización IsraAid ha enviado su ayuda a los países extranjeros que la necesitaban, ha enviado a Myanmar a un equipo de búsqueda y rescate altamente entrenado, y a un equipo médico de diez miembros entre doctores y enfermeras. Los equipos llevaron con ellos suministros vitales, comida y filtros de agua.

#### Sri Lanka
2004: La organización envió a 150 médicos, personal y equipos de búsqueda y rescate para ayudar a las víctimas del tsunami en Sri Lanka, pero ya que el país asiático declinó la oferta, IsraAid envió a un pequeño número de personal de las FDI, junto con una aeronave cargada con 82 toneladas de suministros, mantas, comida, agua, y nueve toneladas de medicinas. El esfuerzo humanitario fue coordinado por la organización.
2005: La organización proporcionó ayuda humanitaria a Sri Lanka; un equipo de 14 médicos y personal logístico fue enviado a Sri Lanka para ayudar a los afectados por el tsunami.

### Europa

#### Georgia
2008: La logia masónica B'nai B'rith, fue uno de los miembros fundadores de la organización IsraAid, en 2008 proporcionó miles de raciones de comida a 35.000 refugiados de guerra georgianos.

#### Italia
2016: En agosto de 2016, la organización envió a un equipo de 20 expertos en misiones de búsqueda y rescate, entrega de ayuda humanitaria y atención post-traumática al sitio del terremoto que tuvo lugar en agosto de 2016 en el centro de Italia, convirtiéndose en la única organización de ayuda extranjera sobre el terreno.